# 東京都立梅ヶ丘病院
東京都立梅ヶ丘病院（とうきょうとりつうめがおかびょういん）は、かつて東京都世田谷区松原に存在した病院。設置・運営者は東京都であり、主に児童精神科診療を行う精神科病院であった。東京都立松沢病院分院として発足、2010年（平成22年）3月、東京都立清瀬小児病院・東京都立八王子小児病院と共に統合され、府中市武蔵台の東京都立小児総合医療センターに移転閉鎖された。
跡地には2020年4月（令和2年）に世田谷区立保健医療福祉総合プラザ「うめとぴあ」が設立、世田谷区保健センター、および東京リハビリテーションセンター世田谷（民間施設棟）を運営している。

## 概要
児童・思春期精神疾患の専門病院で、治療対象疾患は、発達障害圏（広汎性発達障害、アスペルガー障害、自閉症、多動性障害・ADHD、学習障害・LD、知的障害）、神経症圏（強迫性障害、恐慌不安性障害、不安性障害、解離・転換性障害、適応障害）、精神病圏（統合失調症など）気分障害、摂食障害、睡眠障害、チック障害、行為障害、てんかん、児童虐待などであった。
病院内には特別支援学校分教室として、東京都立青鳥特別支援学校分教室（小学部・中学部）が設置されていた。隣には東京都立光明学園がある。

## 沿革
太平洋戦争末期の1945年（昭和20年）3月、斎藤茂吉が経営する私立の精神病院だった青山脳病院が東京都に譲渡され、「東京都立松沢病院分院」として診療を開始した。
その後、1948年（昭和24年）4月に児童患者の入院受け入れを開始し、1952年（昭和27年）11月に「東京都立梅ヶ丘病院」となった。1974年（昭和49年）6月には、小児専門病院としての性格が明文化された。

### 年表
- 1945年（昭和20年）3月 - 私立青山脳病院が東京都に移管され、東京都立松沢病院分院として発足（初代院長は斎藤西洋）。
- 1948年（昭和24年）4月 - 児童患者の入院開始。
- 1952年（昭和27年）11月 - 東京都立梅ヶ丘病院と改称。
- 1969年（昭和44年）9月 - 自閉症病棟開設。
- 1974年（昭和49年）6月 - 小児精神専門病院としての性格が明文化される。
- 1977年（昭和52年）2月 - 子どもの精神保健相談室開設。
- 1980年（昭和55年）8月 - 児童福祉法により知的障害児施設の認定。
- 1981年（昭和56年）6月 - 東京都心身障害者緊急一時保護事業による受け入れ開始。
- 1983年（昭和58年）4月 - 精神科作業療法の開始。
- 1992年（平成4年）9月 - 思春期デイケア開始。
- 1995年（平成7年）4月 - 幼児デイケア開始。
- 1996年（平成8年）4月 - リハビリテーション科設置。
- 1998年（平成10年）4月 - 医療援助科の設置。
- 2003年（平成15年）4月 - 児童福祉法に基づく児童短期入所事業（支援費制度）を開始。
- 2010年（平成22年）3月 - 東京都立小児総合医療センターに統合され、閉鎖。

## 保険指定施設
- 保険医療機関（健康保険法・国民健康保険法）
- 救急告示病院
- 自立支援医療 (精神通院医療)指定機関
- 精神保健指定医の配置されている医療機関
- 生活保護法指定医療機関

## 認定病床数
- 許可病床数 264床
- 精神病床数 264床

## 診療科等
- 精神科
- 看護科
- リハビリテーション科
- 医療援助科
- 薬剤検査科
- 栄養科

## 院内学級
1972年（昭和57年）4月1日に梅ヶ丘病院内に都立青鳥特別支援学校の分教室が設置され、同年6月27日に開級した。その後も梅ヶ丘病院の改築に会わせて教室が移転し、1985年（昭和60年）5月12日には情緒障害児を対象とする学級として開級した。2010年度より東京都立小児総合医療センターに移転し、東京都立久留米特別支援学校府中分教室のひだまり教室となった。

さらに2年後には久留米特別支援学校と光明特別支援学校の統合過程において、府中分教室は小児総合医療センターに隣接する東京都立武蔵台学園に移管された。

### 年表
- 1982年（昭和57年）
  - 4月1日 - 都立梅ヶ丘病院内に東京都立青鳥特別支援学校梅ヶ丘分教室（小学部・中学部）を設置。
  - 6月27日 - 開級式。
- 1985年（昭和60年）5月12日 - 情緒障害児を対象とした学級を開級。
- 2010（平成22年）4月 - 東京都立小児総合医療センターに移転し、東京都立久留米特別支援学校府中分教室「ひだまり教室」に改まる。
- 2012（平成24年）4月 - 「ひだまり教室」を含めた府中分教室すべてが東京都立武蔵台学園に移管[2]。

## 交通アクセス
- 小田急小田原線梅ヶ丘駅 下車 徒歩7分
- 小田急小田原線豪徳寺駅 下車 徒歩11分
- 東急世田谷線山下駅 下車 徒歩12分
- 京王井の頭線東松原駅 下車 徒歩約15分